# Jason Brooks
Jason Maxwell Brooks (Colorado Springs, 10 maggio 1966) è un attore statunitense, conosciuto per aver interpretato Peter Blake in Il tempo della nostra vita e Sean Monroe in Baywatch.
Brooks è apparso in alcune serie televisive, come Ghost Whisperer - Presenze, Criminal Minds, CSI: Scena del crimine, Friends, Streghe e molte altre.

## Biografia
Brooks nacque a Colorado Springs e crebbe col padre, la matrigna, l'attrice Danica D'Hondt e i suoi fratellastri a Venice Beach, Los Angeles. Brooks studiò economia aziendale sia all'Università dell'Arizona e all'Università di San Diego. Nel 1987 fondò la compagnia di yogurt senza grassi Island Yogurt. Brooks ha cominciò la carriera d'attore nel 1990, e quattro anni dopo nel 1994 si è sposato con Corinne Olivo dal quale ha avuto due figli maschi.

## Filmografia parziale

### Cinema
- Capitan America (Captain America), regia di Albert Pyun (1990)
- Star Trek, regia di J. J. Abrams (2009)
- Beverly Hills Chihuahua 3: Viva La Fiesta! (Beverly Hills Chihuahua 3), regia di Lev L. Spiro (2012)

### Televisione
- Doogie Howser (Doogie Howser, M.D.) – serie TV, episodio 2x09 (1990)
- Vestito che uccide (I'm Dangerous Tonight), regia di Tobe Hooper – film TV (1990)
- Bloodmatch, regia di Albert Pyun (1991)
- Baywatch – serie TV, 45 episodi (1992-2001)
- I giorni della nostra vita, (Days of Our Lives) – serie TV, 38 episodi (1993-1996)
- Winter Heat, regia di Herb Stein – film TV (1994)
- Friends – serie TV, 1 episodio (1997)
- Alibi, regia di Andy Wolk – film TV (1997)
- Making It Home regia di Christine Brewer (1998)
- Ultime dal cielo (Early Edition) – serie TV, 1 episodio (1998)
- Love Boat: The Next Wave – serie TV, 1 episodio (1998)
- Three Secrets, regia di Marcus Cole – film TV (1999)
- The Darwin Conspiracy, regia di Winrich Kolbe – film TV (1999)
- Jarod il camaleonte (The Pretender) – serie TV, 7 episodi (1999-2000)
- Hollywood Off-Ramp – serie TV, 1 episodio (2000)
- Swarm - Minaccia dalla giungla (Flying Virus), regia di Jeff Hare – film TV (2001)
- Streghe (Charmed) – serie TV, 1 episodio (2002)
- The Rose Technique, regia di Jon C. Scheide (2002)
- NCIS - Unità anticrimine (NCIS: Naval Criminal Investigative Service) – serie TV, episodio 1x09 (2003)
- A Carol Christmas, regia di Matthew Irmas – film TV (2003)
- CSI: Miami – serie TV, 1 episodio (2003)
- The Practice - Professione avvocati (The Practice) – serie TV, 1 episodio (2003)
- Purgatory Flats, regia di Harris Done (2003)
- Dragnet – serie TV, 1 episodio (2003)
- War Stories, regia di Robert Singer – film TV (2003)
- JAG - Avvocati in divisa (JAG) – serie TV, 1 episodio (2004)
- Boston Legal – serie TV, 2 episodi (2005)
- CSI: NY – serie TV, 1 episodio (2006)
- Pepper Dennis – serie TV, 2 episodi (2006)
- La libreria del mistero: Stelle di latta (Mystery Woman: Wild West Mystery), regia di David S. Cass – film TV (2006)
- The Closer – serie TV, 1 episodio (2007)
- You've Got a Friend, regia di James A. Contner – film TV (2007)
- Zack e Cody al Grand Hotel (The Suite Life of Zack and Cody) - serie TV, 1 episodio (2007)
- Senza traccia (Without a Trace) – serie TV, 1 episodio (2008)
- Las Vegas – serie TV, 1 episodio (2008)
- Ghost Whisperer - Presenze (Ghost Whisperer) – serie TV, 1 episodio (2009)
- Castle – serie TV, episodio 1x02 (2009)
- Criminal Minds – serie TV, 1 episodio (2010)
- CSI - Scena del crimine (CSI: Crime Scene Investigation) – serie TV, 1 episodio (2010)
- Il gioco della vendetta (Home Invasion), regia di Doug Campbell – film TV (2012)
- Una madre non proprio... perfetta (The Good Mother), regia di Richard Gabai - film TV (2013)
- Blood Lake - L'attacco delle lamprede killer (Blood Lake: Attack of the Killer Lampreys), regia di James Cullen Bressack - film TV (2014)
- The Mentalist – serie TV, 1 episodio (2014)

## Doppiatori italiani
Nelle versioni in italiano delle opere in cui ha recitato, Jason Brooks è stato doppiato da:
- Guido Di Naccio in Beverly Hills Chihuahua 3: Viva La Fiesta!, Le regole del delitto perfetto
- Mauro Gravina in Baywatch
- Corrado Conforti in Friends
- Luca Ward in Jarod il camaleonte
- Federico Danti in Swarm - Minaccia dalla giungla
- Fabrizio Picconi in NCIS - Unità anticrimine
- Giorgio Locuratolo in Streghe
- Francesco Bulckaen in CSI: NY
- Francesco Prando in The Closer
- Christian Iansante in Castle
- Massimo Rossi in Ghost Whisperer - Presenze
- Lucio Saccone in Criminal Minds
- Gaetano Varcasia in CSI - Scena del crimine
- Roberto Certomà in The Mentalist
- Stefano Alessandroni in NCIS: Los Angeles
- Patrizio Cigliano in Hawaii Five-0